# Siège de Landau (1713)
Pour les articles homonymes, voir Siège de Landau.
Guerre de Succession d'Espagne
Batailles
Campagnes de Flandre et du Rhin
- Landau (1702)
- Friedlingen (1702)
- Kehl (1703)
- Ekeren (1703)
- Höchstädt (1703)
- Spire (1703)
- Schellenberg (Donauworth) (1704)
- Blenheim (1704)
- Landau (1704)
- Vieux-Brisach (1704)
- Eliksem (1705)
- Ramillies (1706)
- Stollhofen (1707)
- Cap Béveziers (1707)
- Cap Lizard (1707)
- Audenarde (1708)
- Wynendaele (1708)
- Lille (1708)
- Gand (1708)
- Malplaquet (1709)
- Douai (1710)
- Bouchain (1711)
- Denain (1712)
- Bouchain (1712)
- Douai (1712)
- Landau (1713)
- Fribourg (1713)

Campagnes d'Italie
- Carpi (1701)
- Chiari (1701)
- Crémone (1702)
- Luzzara (1702)
- Verceil (1704)
- Cassano (1705)
- Nice (1705-1706)
- Calcinato (1706)
- Turin (1706)
- Castiglione (1706)
- Toulon (1707)
- Gaeta (1707)
- Cesana (1708)
- Syracuse (1710)

Campagnes d'Espagne et de Portugal
- Cadix (1702)
- Vigo (navale 1702)
- Cap de la Roque (1703)
- Gibraltar (août 1704)
- Ceuta (1704) (es)
- Málaga (1704)
- Gibraltar (1704-1705)
- Marbella (1705)
- Montjuïc (1705)
- Barcelone (1705)
- Badajoz (1705)
- Barcelone (1706)
- Murcie (1706) (es)
- El Albujón (1706) (es)
- Santa Cruz de Ténérife (1706) (en)
- Almansa (1707)
- Xàtiva (1707)
- Ciudad Rodrigo (1707) (en)
- Lérida (1707)
- Tortosa (1708)
- Minorque (1708)
- Gudiña (1709)
- Almenar (1710)
- Saragosse (1710)
- Brihuega (1710)
- Villaviciosa (1710)
- Barcelone (1713-1714)

Campagnes de Hongrie
- Saint-Gotthard (1703) (en)
- Biskupice (1704) (en)
- Smolenice (1704) (en)
- Koroncó (1704) (en)
- Zsibó (1705) (en)
- Saint-Gotthard (1705) (en)
- Trenčín (1708) (en)

Antilles et Amérique du sud
- Santa Marta (1702)
- Guadeloupe (1703)
- Nassau (1703)
- Colonia del Sacramento (1704)
- Carthagène (1708)
- Rio (1710)
- Carthagène (1711)
- Rio (1711)
- Cassard (1712)

Le siège de Landau est une opération militaire de la Guerre de Succession d'Espagne qui s’est déroulée en 1713 à Landau in der Pfalz, ville disputée à la frontière nord de l'Alsace, opposant les forces du royaume de France à celles du Saint-Empire. Elle s'achève par la prise de la ville par les Français du maréchal de Villars : la garnison impériale avec son chef Charles-Alexandre de Wurtemberg est emmenée en captivité.

## Contexte
Alors que le traité d'Utrecht, signé le 11 avril 1713, mettait fin aux hostilités entre la France d'un côté, le royaume de Grande-Bretagne et la république des Provinces-Unies de l'autre, l'empereur Charles VI décide de continuer la guerre pour assurer les frontières occidentales de ses États en comptant sur la valeur stratégique de son général Eugène de Savoie. Il obtient un financement de la Diète d'Empire et des banques hollandaises,. Eugène rassemble ses troupes autour d'Ettlingen, à la frontière du duché de Wurtemberg et du Palatinat du Rhin : selon François Gayot de Pitaval, biographe français de Villars, les Impériaux avaient l'intention d'envahir l'Alsace et les Trois-Évêchés. Selon Éléazar Mauvillon, exilé français devenu biographe du prince Eugène, celui-ci, se voyant très inférieur en nombre aux Français et ayant beaucoup de mal à rassembler les contingents épars de l'armée du Saint-Empire, ne songeait qu'à une campagne défensive. Louis XIV, informé des préparatifs de guerre impériaux, ordonne de lever deux armées, l'une en Alsace commandée par son meilleur général, le maréchal de Villars, l'autre sur la Sarre sous le maréchal de Bezons, subordonné à Villars. La ville de Landau, alors partie de la Basse-Alsace, avait déjà été assiégée trois fois pendant ce conflit : prise par les Impériaux en 1702 après 92 jours de siège, reprise par les Français du maréchal de Tallard en 1703 après 30 jours de siège, et de nouveau par les Impériaux en 1704 après 69 jours d'opérations. Ces derniers occupent toujours la ville au milieu de 1713. Charles-Alexandre de Wurtemberg, cousin et plus tard successeur d'Eberhard, duc de Wurtemberg, qui s'est illustré sous les ordres d'Eugène en Allemagne et en Italie, notamment aux batailles de Cassano et de Turin, est nommé gouverneur de Landau en 1709.

## Déroulement

### Préliminaires

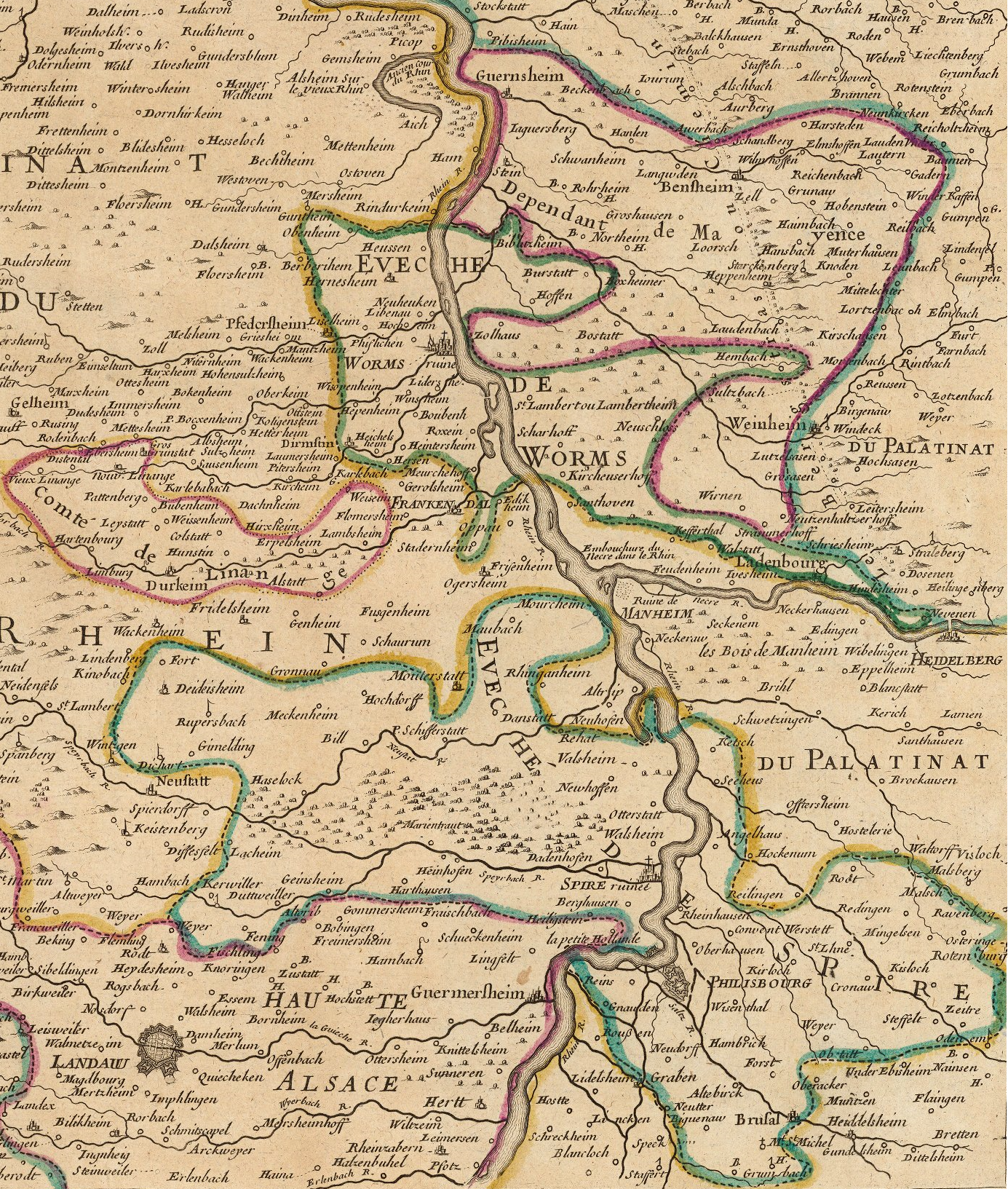
Landau (au sud-ouest) et les principautés rhénanes, carte de Nicolas de Fer, 1705.

Villars, ayant rassemblé ses troupes en Alsace, feint une marche vers Rastatt sur la rive droite du Rhin pour masquer son intention : le 3 juin, il ordonne une marche de nuit rapide vers Philippsburg dans le but d'encercler Landau. Eugène, bientôt informé de ce mouvement, s'abstient de contre-attaquer en raison de l'infériorité de ses forces : il se contente de fortifier ses lignes en espérant que la place de Landau serait en état d'opposer une longue résistance et de lasser les Français. L'armée française se répand dans le Palatinat et les principautés épiscopales qui l'environnent, Spire, Worms, Mayence et Trèves, y trouvant une grande abondance de vivres.
L'armée de Villars arrive devant Landau qui est entièrement investie le 11 juin 1713. Villars établit son quartier général à Spire, ses lieutenants à Lauterbourg, Frankenthal, Speyerbach (de) et autres localités, à portée de se secourir mutuellement. Villars s'empare d'un fort situé à la tête du pont de Philippsburg et en ferme l'accès par un retranchement de 2,3 km ; en même temps, il interdit aux princes de la région de ravitailler la garnison de Landau. Il envoie Broglie avec un corps de cavalerie pour mettre à contribution les environs de Worms et Mayence, et Arthur Dillon pour s'emparer de Kaiserslautern : la garnison capturée est envoyée prisonnière en Champagne. Villars envoie Albergotti mettre le siège devant un fort qui commande l'entrée du pont volant de Mannheim et s'empare de la petite principauté de Linange dont la garnison est envoyée en captivité : le biographe du maréchal note que ses réquisitions en Palatinat pour préparer d'éventuels quartiers d'hiver laisseront un « triste souvenir » aux habitants tandis que les troupes françaises vivent dans l'abondance de vin et de fourrage. Les Impériaux mettent le pont volant hors de portée de l'artillerie française en le remorquant dans le Neckar.
Le prince Eugène écrit à l'empereur pour le dissuader de venir à l'armée qui n'est pas en état de livrer bataille car les renforts attendus de la Prusse et de l'armée du Saint-Empire tardent à arriver. Ne recevant plus les subsides des Puissances maritimes (Grande-Bretagne et Provinces-Unies), leur financement devient aléatoire. Sur 9 000 hommes promis, la Prusse n'en envoie que 5 000 qui n'avancent pas plus loin que Cologne tandis que la Hesse-Cassel et le Mecklembourg refusent d'avancer leurs troupes plus loin que Mayence. Sur les 120 000 que peuvent lever sur le papier les cercles impériaux, à peine 20 000 sont disponibles en mai 1713 et leur effectif ne dépassera jamais 40 000. Le corps expéditionnaire impérial d'Ernst-Rüdiger von Starhemberg n'est pas encore revenu d'Espagne tandis que les États héréditaires de la Monarchie de Habsbourg en Hongrie et en Italie ne sont financièrement guère en état de lever de nouvelles troupes. Au total, Eugène ne peut réunir que 115 escadrons de cavalerie et 85 bataillons d'infanterie face aux 300 escadrons et 240 bataillons de Villars.

### Travaux de Mars

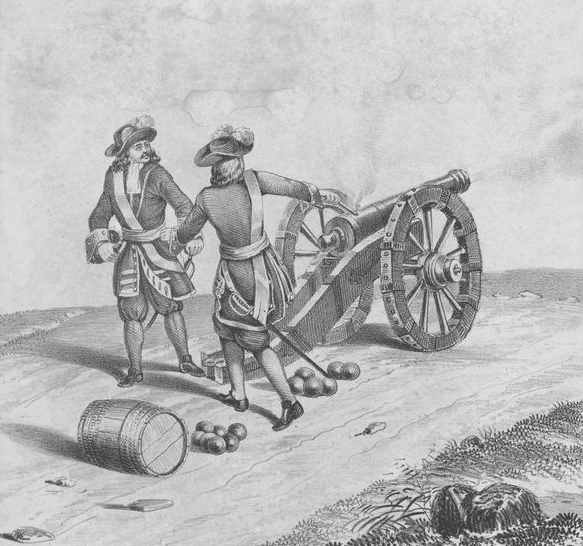
Artilleurs français au début du XVIIIe s., dessin de H. J. Vinkhuijzen (1843-1910).

Les Français ouvrent la tranchée dans la nuit du 24 au 25 juin sans que les assiégés s'en aperçoivent immédiatement. Plusieurs régiments se succèdent à l'ouvrage, Navarre, Sourches et Dillon, relevés le lendemain par La Chenelaye, Médoc et Royal-Bavière puis par Orléans, Tallard, Vermandois et Saintonge.
Les Impériaux évacuent en barque le fort de la rive gauche qui couvrait le pont volant devant Mannheim. Le régiment de Courcillon cavalerie est envoyé sommer la petite place de Wolfsheim qui se rend après un siège en règle de quelques jours, laissant une centaine de prisonniers.
Le 2 juillet, les assiégés font une forte sortie qui est repoussée par les régiments de Navarre et d'Auxerrois ; les Français perdent 400 soldats tués dont plusieurs officiers.
Les travaux de tranchée se poursuivent lentement mais sûrement. Le 5 juillet, la parallèle atteint la redoute de la Justice dont les créneaux sont abattus par l'artillerie. Des éclaireurs français entrent dans la place et la trouvent évacuée mais les Impériaux ont disposé plusieurs fourneaux de mine qu'ils font exploser et la détruisent. Les travaux sont ralentis par les pluies mais les assiégeants finissent par encercler deux ouvrages extérieurs, le fort du Prince Alexandre et le fort Mélac. Le premier est pris d'assaut dans la nuit du 11 au 12 juillet ; les assiégés tentent une sortie et font exploser deux fourneaux au milieu du combat, tuant des hommes des deux camps, mais l'ouvrage reste aux mains des Français. Les Français creusent une deuxième, puis une troisième parallèle qui leur permettent de faire avancer leurs batteries et canonner à revers, par ricochet, la lunette de Mélac et les autres ouvrages extérieurs. Les assiégés cherchent à s'y opposer par des mines et par une sortie, le 17 juillet, où les Français du régiment de Navarre perdent 11 officiers et 150 soldats tués ou blessés. Dans la nuit du 18 au 19 juillet, le feu prend à l'arsenal de la place, détruisant 15 000 mousquets et tous les affûts d'artillerie de rechange. Dans la nuit du 23 au 24 juillet, les Impériaux abandonnent une autre lunette trop exposée, non sans disputer le terrain par une sortie. Dans la nuit du 31 juillet au 1er août, les Français des régiments de Navarre, Beaujolais et Périgord mènent une attaque contre les lunettes de Mélac et autres ; plusieurs mines éclatent et les fantassins se battent au milieu des cratères d'explosion. Les Français creusent une nouvelle parallèle pour isoler deux lunettes qui, coupées de la ville, doivent se rendre après la mort de la plupart de leurs hommes.

Siège d'une forteresse, dessin d'Alain Manesson Mallet, Les Travaux de Mars ou l'Art de la guerre, 1696.

Le roi d'Espagne, en signe d'estime, fait porter à Villars le collier de la Toison d'or. Malgré un raid de la cavalerie française aux environs de Mayence, Eugène ne se risque pas à livrer bataille. Les travaux de tranchée reprennent et les deux camps se livrent une « guerre souterraine » de mines et de contre-mines. Dans la nuit du 4 au 5 août, une attaque est menée par les régiments irlandais Dorrington, O'Donnel et Galmoy et le régiment de Villars-Suisse ; les attaquants s'emparent d'une position au prix de 150 tués et blessés.
Vers le milieu d'août, après une série de combats et de mines le long des fortifications, les assiégeants ont emporté tous les ouvrages extérieurs. Villars mène les préparatifs de l'assaut final. Le 18 août à 7 heures du soir, les Français font sauter deux mines pour détourner l'attention de la garnison et détruire une partie de la contrescarpe : son écroulement comble une partie du fossé. Les grenadiers des régiments de Bourbon et de Saintonge montent à l'assaut d'un côté, ceux de Brosses, de Bacqueville, de Nice et de Surbeck de l'autre. Ils s'emparent du pont de communication et désamorcent la mine. 26 officiers, 4 ingénieurs et 160 grenadiers français sont tués dans cette attaque qui les laisse maîtres de la contrescarpe. Le 19 août à 8 heures du matin, le prince de Wurtemberg fait battre la chamade pour demander un cessez-le-feu et discuter de sa reddition. Le gouverneur demande que, comme à l'issue des trois précédents sièges, il soit permis à la garnison d'évacuer la forteresse et de rentrer libre dans son pays, ce que Villars refuse : il tient à garder les Impériaux comme prisonniers de guerre. À 7h du soir, les Français ouvrent à nouveau le feu et commencent à bombarder. Le lendemain matin, les assiégés lèvent le drapeau blanc et, à midi, le gouverneur signe la capitulation. Le 21 août 1713, les Français du régiment de Navarre prennent possession de la forteresse et, le jour suivant, les Impériaux partent en captivité. Les capitaines et officiers au-dessus ont la permission de sortir avec leur épée, leur pistolet, leur cheval et leurs équipages, les officiers inférieurs à pied avec leur épée, les soldats à pied et sans armes; ils sont conduits à Haguenau. Le prince de Wurtemberg et ses principaux officiers ont une permission de trois mois pour aller rendre compte de leur conduite au prince Eugène et vaquer à leurs affaires.
Les habitants de Landau conservent les droits qu'ils avaient eu sous le régime français. Le comte de Bueil-Sancerre est nommé commandant de la garnison pour le roi de France avec 6 bataillons suisses et 5 de la brigade de La Chenelaye. Les arsenaux, bien qu'en partie détruits par l'incendie, contiennent encore 60 canons, 18 mortiers et une quantité de bombes et de boulets. Le marquis de Biron, qui avait perdu un bras dans le siège, est nommé gouverneur de Landau. Les compagnies et les soldats qui se sont distingués reçoivent une gratification. Le chevalier de Valori, fils de l'ingénieur en chef Charles de Valori qui avait amplement contribué au succès de ce siège, est envoyé porter au roi 36 drapeaux et 2 étendards.

## Conséquences
Après la reddition de Landau, Villars passe le Rhin à Strasbourg, franchit les passes de la Forêt-Noire le 20 septembre et encercle la ville de Fribourg en Brisgau : la cité doit capituler en octobre, le château le 17 novembre 1713 sans qu'Eugène soit en mesure de s'y opposer. Cependant, les deux belligérants sont à bout de forces : Louis XIV envoie des propositions de paix par l'intermédiaire de l'Électeur palatin, que l'empereur ne tarde pas à accepter. La conférence de Rastatt s'ouvre le 26 novembre 1713, Villars et Eugène faisant partie des plénipotentiaires. Le traité de paix entre la France et l'Empire est signé le 7 mars 1714 et complété par le traité de Baden, le 7 septembre 1714, qui met fin à la guerre entre l'Empire et la France.